# ウルトラ寿司ふぁいやー
ウルトラ寿司ふぁいやー（ウルトラすしふぁいやー、英語: ULTRA  SUSHI  FIRE）は、日本の6人組バンド。レーベルはドレコード。
通称は「極寿司炎」（ごくすしえん）、または「ウル寿司」。「誰がいつ見ても絶対楽C」がモットー。

## 来歴
2017年に結成。東京を拠点に活動する7人組バンド。アカペラ出身の4人とロックバンド出身の3人で構成。（2024年12月から6人組バンド）
様々な音楽歴、趣味、家庭環境を反映したバラエティに富む音楽活動を行う。
2019年、bayfm『森久保祥太郎と浜口順子のThe BAY☆LINE』に取り上げられたことで人気を増す。
同年12月28日、初オリジナルアルバム『In鮪ダクション』をリリース。自主制作・販売にもかかわらず用意した1,000枚を早々に完売した。
2020年10月28日、初の全国流通盤アルバム『What we 貫』をリリース。
2021年、安田顕主演映画『私はいったい、何と闘っているのか』主題歌に起用された。
2023年6月7日、同年7月26日にアミューズとディスカウントストアのドン・キホーテが共同で手がける音楽レーベル「ドレコード」からメジャーデビューすることを自身らのYouTubeチャンネルにて発表した。
同年7月26日に『私はかまいません』をリリースしメジャーデビューした。
2024年春、所属事務所アミューズから退所。
2024年12月14日 神田明神ホールのライブをもってボーカルのしょーりんが惜しまれつつ脱退。

## メンバー
- Jぺい（じゅんぺい  ）: Vo, 司会
- まじくん : Sax, Per, Vo
- 加部 輝（かべ あきら  ） : Gt, Cho
- 尚也（なおや ） : Ba, Cho
- なめちゃん : Key, Cho
- 翼（つばさ ） : Dr, Cho

しょーりん  : Vo (2024年12月 脱退）

## 作品

### シングル
- 『お通し』2019年3月2日

1. 三茶Funky
2. 自由が丘でさようなら
3. 全てはエンターテインメント

- 『T.C.K.C / WAGAMAMA BANANA』2019年4月16日

1. T.C.K.C
2. WAGAMAMA BANANA

- 『私はかまいません』2023年7月26日

1. 私はかまいません
2. 全てはエンターテインメント（2023ver.）
3. ミラクルショッピング（アカペラver.）
4. Do!!
5. ワーカホリックバカリ―マン
6. おつかれさま。
7. T.C.K.C
8. WAGAMAMA BANANA

- 『寿寿寿寿司司司司』2023年11月22日

1. 寿寿寿寿司司司司
2. ミラクルショッピング feat.エミリン
3. ネバーフォーゲット 〜名駅大治自動車学校〜

- 『パリピじゃ☆NIGHT / 大人だけど恋してます。』2024年3月20日

1. パリピじゃ☆NIGHT
2. 大人だけど恋してます。
3. 旅立ちの後に(Live at 代官山UNIT 2023.12.23)
4. 終電後ドン・キホーテ

### 配信限定シングル
| 発売日         | タイトル                       | 収録作         |
| -------------- | ------------------------------ | -------------- |
| 2019年9月30日  | 旅立ちの後に / 銀座でお寿司    | In鮪ダクション |
| 2019年10月18日 | STAY HOME / ギガガガンガン     | In鮪ダクション |
| 2020年3月25日  | KIRIDANCE / いい加減にシエスタ | What we 貫     |
| 2021年6月23日  | カタブラ / このあとすぐ!!      | 鯖ival         |
| 2022年6月8日   | Do! / おつかれさま。           | 鯖ival         |
| 2022年7月27日  | イッツショータイム!!           | 鯖ival         |
| 2022年8月31日  | なんたってSUMMER               | 鯖ival         |
| 2022年11月16日 | つみき                         | 鯖ival         |
| 2024年2月28日  | パリピじゃ☆NIGHT(先行配信)     | AMU酢          |

### アルバム
|        | 発売日                                  | タイトル                              | 規格品番  | 収録曲 | 備考                 |
| ------ | --------------------------------------- | ------------------------------------- | --------- | --- | -------------------- |
| 1st    | 2019年12月28日                          | In鮪ダクション （イントロダクション） |           | 1. 僕たち7人揃ってウルトラ寿司ふぁいやー ※CD版のみ収録 2. WAGAMAMA BANANA 3. 銀座でお寿司 4. T.C.K.C 5. STAY HOME 6. Everybody Say 7. 明日へGo!! 8. 旅立ちの後に 9. HAPPY BABY SMILE 10. ギガガガンガン 11. サンタの休みはお正月 12. 全てはエンターテインメント（Tokyo Lab RMX）※CD版のみ収録                         | 通販・ライブ会場限定 |
| 1st EP | 2020年6月26日                           | 魂の家唄 （たましいの うちうた）      |           | 1. 届かないI LOVE YOU 2. ニューヨークで入浴 3. HEROES 4. ビデオ電話 | 通販・ライブ会場限定 |
| 2nd    | 2020年10月28日                          | What we 貫 （ワットウィーキャン）     | ASCM-6110 | 1. Prologue78〜What we 貫〜 2. HANPAFUL DAYS 3. テクマクマジック 4. めっちゃええ歌詞・・・CBCラジオ11月度マンプレ 5. KIRIDANCE・・・FM福岡11月度パワープレイ 6. ワーカホリックバカリーマン 7. いい加減にシエスタ 8. ガチガチに降り積もったWinterLove 9. THE OUTSIDER 10. マイホームタウン 11. 幸せになれ（Live ver.） |                      |
| 2nd EP | 2021年12月15日                          | 今すぐアナタを愛したい                | ASCM-6111 | 1. 忙しい人は飛ばしてください 2. 今すぐアナタを愛したい 3. キャラメルフラペチーノ 4. 今よりアナタに愛されたい 5. Far Out 6. Sunny Side Bed 7. 今すぐアナタを愛したい（Karaoke ver.） 8. キャラメルフラペチーノ（Karaoke ver.） 9. 今よりアナタに愛されたい（Karaoke ver.）                                            |                      |
| 3rd    | 2023年4月21日                           | 鯖ival                                | GTCG-0783 | 1. Do! 2. 今すぐアナタを愛したい 3. おつかれさま。 4. カタブラ 5. なんたってSUMMER 6. 小さな幸せ 7. つみき 8. 毒を頂戴 9. イッツショータイム!! 10. このあとすぐ!! 11. 小さな幸せ（なめちゃんVer.） 12. カタブラ（Acoustic Ver.）                                                                                      |                      |
| 4th    | 2024年8月23日 （2024年8月21日配信開始） | AMU酢                                 | USF-0001  | 1. バイバイサンキュー 2. ドレミファラブソング 3. 私はかまいません 4. 終電後ドン・キホーテ 5. 咲く花 6. パリピじゃ☆NIGHT 7. 寿寿寿寿司司司司 8. 大人だけど恋してます。 9. 幸せになれ 10. それいけ池田さん |                      |

## タイアップ一覧
| 使用年 | 曲名                   | タイアップ                                                  |
| ------ | ---------------------- | ----------------------------------------------------------- |
| 2021年 | カタブラ               | あいテレビキャッチコピー「せーのっ！」イメージソング        |
| 2021年 | 今すぐアナタを愛したい | 映画『私はいったい、何と闘っているのか』主題歌              |
| 2022年 | 小さな幸せ             | ペアジュエリーブランド「THE KISS」 2022年クリスマスCMソング |

## 楽曲提供
ウルトラ寿司ふぁいやー
- A.B.C-Z
  - 塚田僚一
    - 「S.J.G.」（共作詞、編曲）

加部輝
- A.B.C-Z
  - A.B.C-Z
    - 「Saw me tight」（共作曲、編曲）
    - 「君色 Shiny Days」（作詞、作曲、編曲）

  - 塚田僚一
    - 「S.J.G.」（作曲）
- 東方神起
  - チャンミン
    - 「もう愛してると言えない」（共作曲）
- King & Prince
  - 「My Treasures」(作曲)
- なにわ男子
  - 「僕らのI LOVE YOU」(作曲)
- 日向坂46
  - 「好きということは...」(共編曲)

しょーりん
- A.B.C-Z
  - 塚田僚一
    - 「S.J.G.」（共作詞）